# دانگ توی چام
دانگ توی چام (انگلیسی: Đặng Thùy Trâm; ۲۶ نوامبر ۱۹۴۲ – ۲۲ ژوئن ۱۹۷۰) پزشک و جراح جنگی ویتنامی بود که در طول جنگ ویتنام برای ارتش خلق ویتنام و ویت‌کنگ خدمت می‌کرد. خاطرات روزانه او از دو سال پایانی زندگی‌اش، پس از انتشار در سال ۲۰۰۵ توجه بین‌المللی را به خود جلب کرد. او و یک همکارش در حالی که در مسیر جنگلی با تو در استان کوانگ نگای حرکت می‌کردند، در طول جنگ ویتنام توسط گشت ارتش آمریکا در منطقه تیراندازی آزاد کشته شدند.

## زندگی اولیه
چام در ۲۶ نوامبر ۱۹۴۲ در هانوی در یک خانواده پزشک متولد شد. پدرش دانگ نگوک خو، جراح و مادرش دوآن نگوک چام داروساز بود. او بزرگ‌ترین فرزند از پنج فرزند خانواده بود که شامل سه خواهر و یک برادر کوچکتر می‌شد. چام در دبیرستان چو وان آن هانوی تحصیل کرد و سپس وارد دانشگاه پزشکی هانوی شد. در ۲۳ دسامبر ۱۹۶۶، او به همراه بسیاری از غیرنظامیان با کامیون به استان کوانگ بین رفت و کار خود را به عنوان جراح جنگی آغاز کرد.

## خاطرات روزانه
یکی از دفترچه‌های خاطرات دستنویس چام در دسامبر ۱۹۶۹ توسط نیروهای آمریکایی ضبط شد. پس از کشته شدن او در یک درگیری مسلحانه در ۲۲ ژوئن ۱۹۷۰، دفترچه دوم توسط فردریک وایتهورست، یک متخصص ۲۲ ساله اطلاعات نظامی، گرفته شد. وایتهورست از دستور سوزاندن خاطرات سرپیچی کرد و به توصیه یک مترجم ویتنامی جنوبی عمل نمود. او این خاطرات را به مدت ۳۵ سال نگه داشت تا بالاخره بتواند آنها را به خانواده چام بازگرداند.
پس از بازگشت به ایالات متحده، تلاش‌های وایتهورست برای یافتن خانواده چام در ابتدا ناموفق بود. در مارس ۲۰۰۵، او و برادرش رابرت (که او نیز کهنه‌سرباز جنگ ویتنام بود) خاطرات را به یک کنفرانس در دانشگاه فناوری تگزاس بردند. در آنجا با تد انگلمن، عکاس و کهنه‌سرباز دیگر جنگ ویتنام آشنا شدند که پیشنهاد داد در سفرش به ویتنام به دنبال خانواده چام بگردد. با کمک دو ژوان آن، یکی از کارکنان دفتر کوئیکرها در هانوی، انگلمن توانست مادر ترام، دوآن نگوک چام را پیدا کند و سپس با بقیه اعضای خانواده او تماس بگیرد.
در ژوئیه ۲۰۰۵، خاطرات چام در ویتنام با عنوان «خاطرات دانگ تویی ترام» منتشر شد که به سرعت به پرفروش‌ترین کتاب تبدیل شد. در کمتر از یک سال، بیش از ۳۰۰۰۰۰ نسخه از این کتاب فروخته شد و مقایسه‌هایی بین نوشته‌های چام و آنه فرانک انجام گرفت. در اوت ۲۰۰۵، فرد و رابرت وایتهورست به هانوی سفر کردند تا با خانواده چام ملاقات کنند. در اکتبر همان سال، خانواده چام از لاباک، تگزاس دیدن کردند تا خاطرات بایگانی شده در آرشیو ویتنام دانشگاه فناوری تگزاس را ببینند و سپس از خانواده وایتهورست بازدید کردند.
این خاطرات به انگلیسی ترجمه و در سپتامبر ۲۰۰۷ منتشر شدند. نسخه‌های ترجمه شده این خاطرات به حداقل شانزده زبان مختلف منتشر شده است. در سال ۲۰۰۹، فیلمی دربارهٔ چام به کارگردانی دانگ نات مین با عنوان «Don't Burn It» ساخته شد.

## مرگ
چام در ۲۲ ژوئن ۱۹۷۰ در سن ۲۷ سالگی در استان کوانگ نگای ویتنام کشته شد. او و یک همکارش در حالی که در مسیر جنگلی با تو در استان کوانگ نگای حرکت می‌کردند، توسط گشت ارتش آمریکا در منطقه تیراندازی آزاد کشته شدند.